# Deutsch Jahrndorf
Deutsch Jahrndorf é um município da Áustria localizado no distrito de Neusiedl am See, no estado de Burgenland. O ponto mais oriental da Áustria fica no seu território.